# Push Girls
Push Girls est une émission de téléréalité américaine diffusée sur Sundance Channel.
En France, la diffusion commence 12 décembre 2012 sur Numéro 23.

## Distribution
- Angela Rockwood (en)
- Tiphany Adams (en)
- Mia Schaikewitz (en)
- Auti Angel (en)